# Peñalara

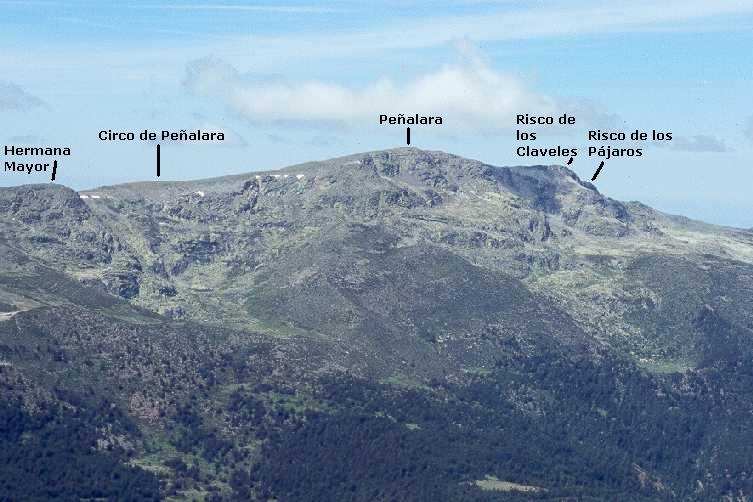
Vista generale del versante est del massiccio del Peñalara. Immagine scattata dalla Loma de Pandasco.

Il Peñalara è la montagna più alta della Sierra de Guadarrama (catena appartenente al Sistema Centrale) e delle province di Madrid e Segovia (Spagna), con un'altitudine di 2.428 metri sul livello del mare. È una delle montagne più emblematiche e importanti di questo sistema montuoso e la cima costituisce il punto più alto del Parque Natural de Peñalara.
Sulle creste di questa montagna si può trovare, oltre al vertice geodetico, una piccola cappella dedicata alla Vergine Maria e vari cartelli in legno che indicano i percorsi e i tempi di percorrenza. Il picco di Peñalara si trova al centro del massiccio montuoso omonimo, che è formato di granito e ospita una serie di picchi allineati da nordest a sudovest. I boschi di pino silvestre che tappezzano i versanti di questa montagna lasciano spazio, oltre i 1.900 metri di altitudine, ai prati alpini ed agli arbusti di alta montagna. A questa quota, sul versante orientale, si trovano un circo e più di venti piccole lagune di origine glaciale dove vivono più di dieci specie di anfibi ed altri animali di alta montagna. Sul Peñalara si sono formati gli alpinisti più importanti di Madrid ed è una montagna molto frequentata da escursionisti e turisti grazie alla facilità di accesso.

## Etimologia
Una teoria circa l'etimologia del nome Peñalara dice che viene dall'unione delle parole latine Penna e Lara, che significano testa e pianura rispettivamente. Pertanto, "Penna Lara" significa "teste piane", nome che rende onore al profilo arrotondato che ha la cornice di cime del massiccio del Peñalara se si osserva da est o da ovest. La nn del latino si evolse nella ñ spagnola, dando così origine al nome attuale della montagna, Peñalara.
Un'altra teoria mette in relazione il termine con le altre "Peña Lara" che si trovano in Castiglia e León, e con la stessa comarca di Lara, che diede origine ad una delle dinastie più importanti di Castiglia durante il Medioevo, la Casa di Lara. In questa comarca si trova un'altra Peña Lara.

## Situazione geografica

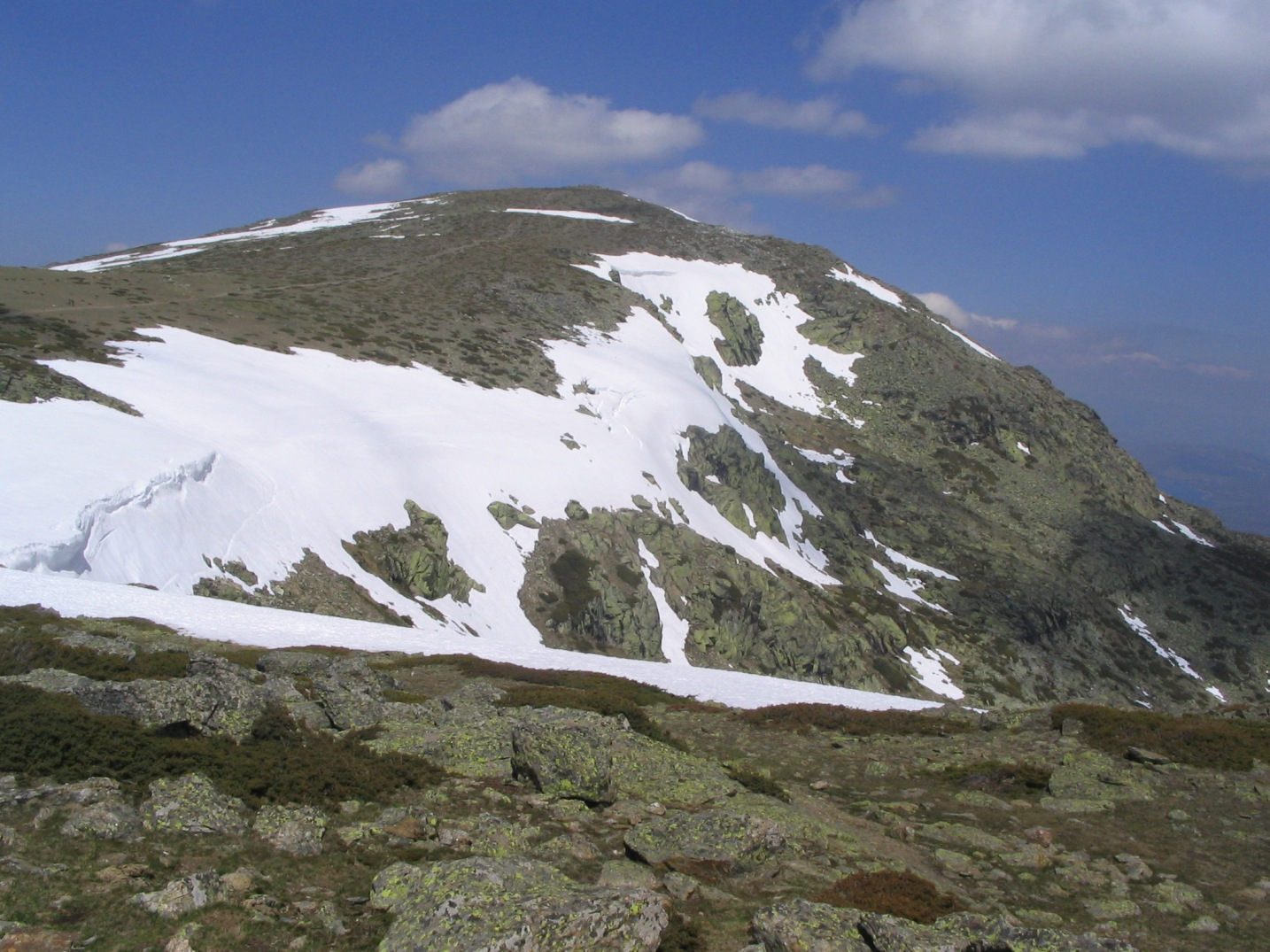
Lato sud del picco del Peñalara vista dalla Hermana Mayor.

Il Peñalara, che è il picco più alto della Sierra de Guadarrama, appartiene ai Monti Carpetani e si trova nella zona centrale della Penisola Iberica, tra le submesete della Meseta Centrale. Sulla cima della montagna c'è un vertice geodetico di primo ordine che indica un'altitudine di 2.428,10 metri sul livello del mare ad Alicante. Il versante est del picco si trova nel territorio del comune di Rascafría (Madrid) e nella valle del Lozoya, mentre il versante ovest si trova nella valle de Valsaín (Segovia). Le coordinate della cima sono 40°51′N 3°57′W. Il versante madrileño della montagna è protetta facendo parte del Parque Natural de la Cumbre, Circo y Lagunas de Peñalara, in cui vi sono depositi di rocce, lagune e tre circhi, tutti di origine glaciale.
I comuni più vicini al Peñalara sono Rascafría e Cercedilla, nella Comunità di Madrid, e San Ildefonso, in provincia di Segovia. Tuttavia, il puerto de Cotos è il principale centro turistico di questa montagna. La cima della montagna si trova sul confine tra le province di Madrid e Segovia, e storicamente si è trovata sulla frontiera tra le due Castiglie.

### Massiccio del Peñalara

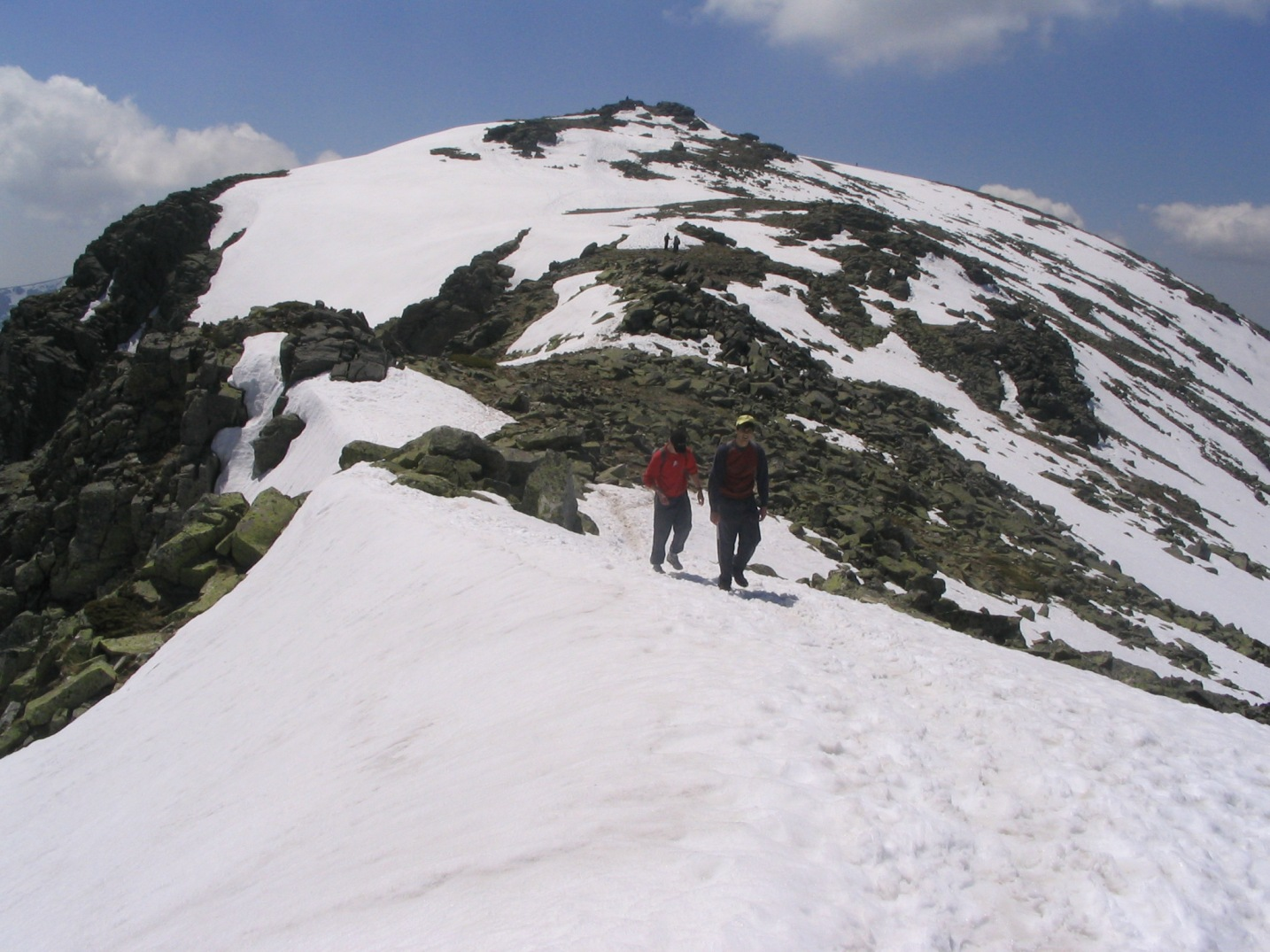
Lato nord del picco del Peñalara visto dal risco de los Claveles.

Il picco del Peñalara è il culmine del massiccio montuoso omonimo. Il massiccio ha una successione di picchi lunga 5,8 km che si estende da sud a nord dal puerto de Cotos (1.830 m) al puerto de Los Neveros (2.096 m). La cresta coincide con il confine tra la Comunità di Madrid e la Castiglia e León. I picchi che compongono il massiccio sono, ordinati da sud a nord:
- Hermana Menor (2.271 m)
- Hermana Mayor (2.285 m)
- Picco di Peñalara (2.428 m)
- Risco de los Claveles (2.388 m)
- Risco de los Pájaros (2.334 m)

## Ambiente naturale

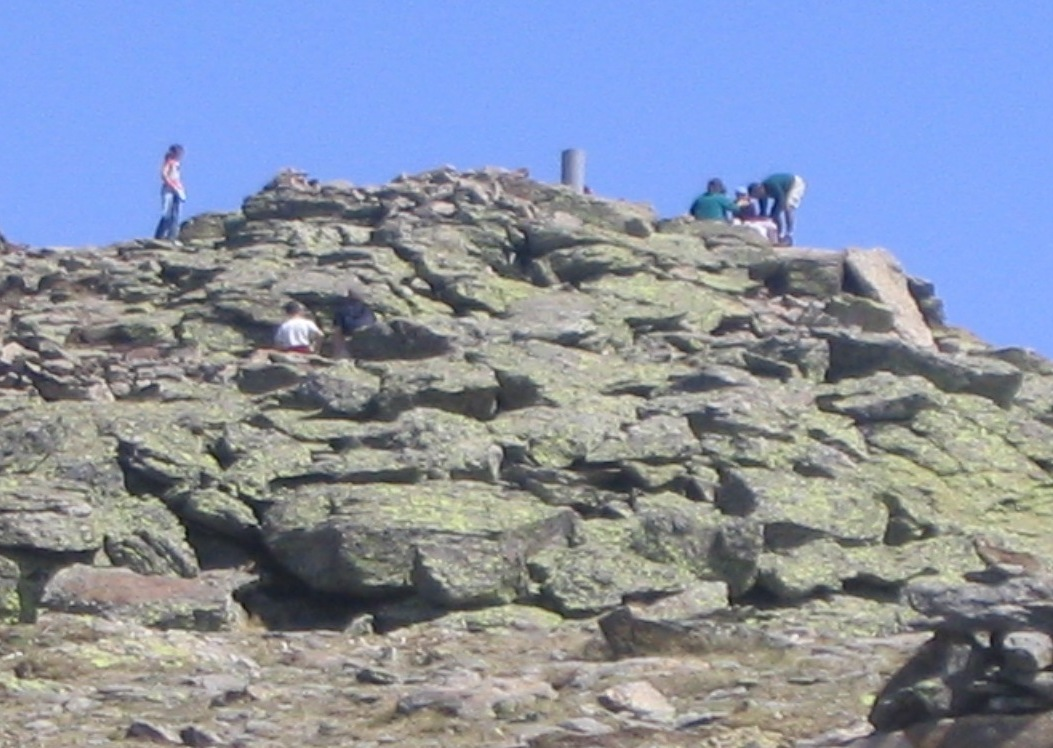
Vista della cima del Peñalara. Nel punto più alto si può osservare il vertice geodetico.

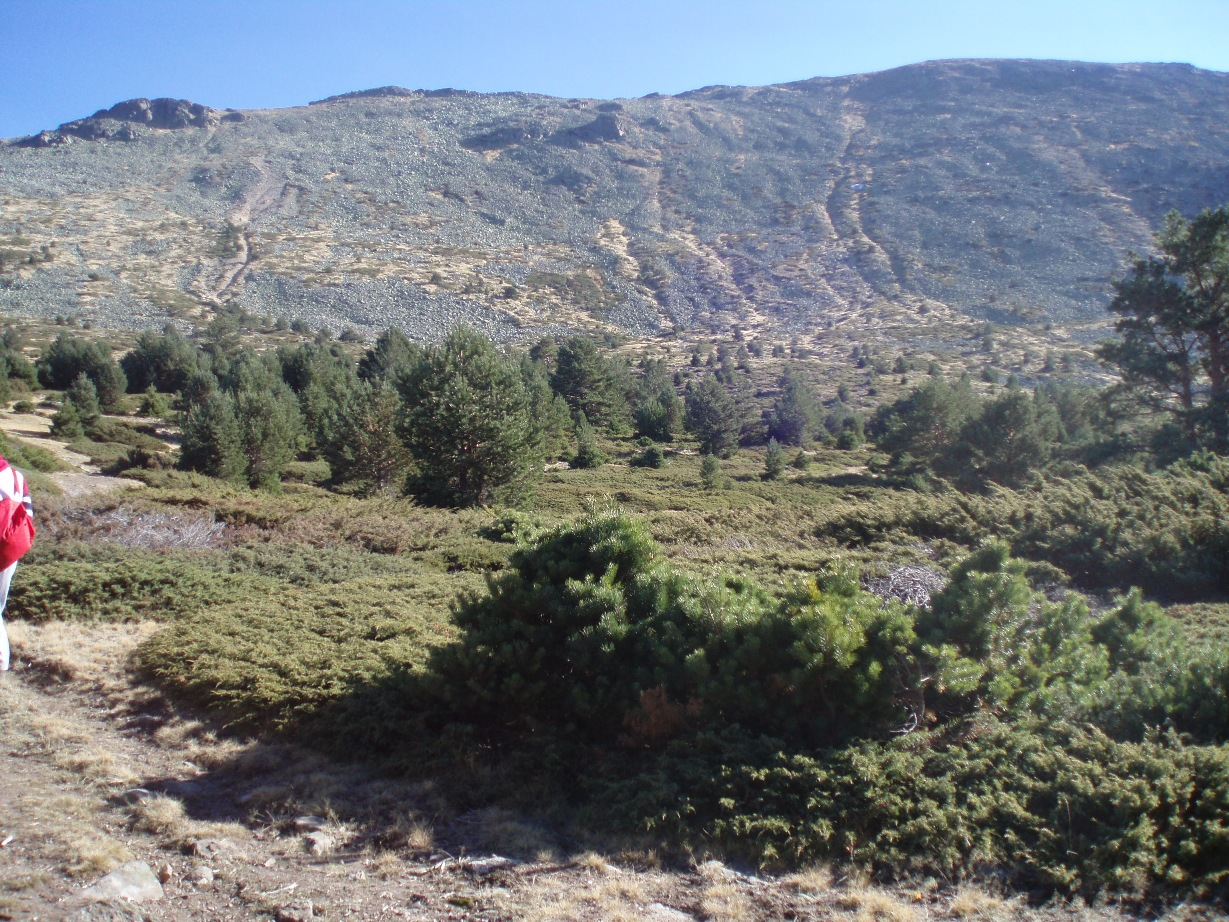
Lato nordovest del picco del Peñalara. Su questo versante, oltre i 1.900 metri di altitudine, abbondano le pietraie.

### Flora e fauna
Il profilo del Peñalara è, in generale, arrotondato e senza grandi pendenze. I versanti della montagna sono coperti da vegetazione differente, dipendente dall'altitudine. Dai 1.000 ai 1.330 m si possono incontrare querceti in stato abbastanza buono. Dai 1.100 ai 2.000 m il bosco predominante è di pino silvestre. Questa specie arborea forma boschi molto fitti in tutti i versanti del Peñalara, in particolare è molto famoso il bosco di Valsaín (provincia di Segovia). Il sottobosco che si trova in questa zona è composto principalmente da felci. Dai 2.000 metri in su, la vegetazione è composta da arbusti bassi di alta montagna come il citiso e la ginestra. La principale causa per cui gli alberi non crescono a questa altitudine è il vento, che soffia con forza molto frequentemente. Il fattore freddo influisce anch'esso sul fatto che non prolifichino alberi adattati ad un clima migliore. Nelle pendenze più elevate, i cespugli di alta montagna lasciano spazio alla nuda roccia, in questo caso granito.
Lista di specie vegetalicitiso, ginepro nano, cervino, mirtillo, erica, ginepro, felci, pino silvestre e fiori silvestri di alta montagna.
Nel versante est del Peñalara vi sono zone piane ad altitudini comprese tra i 2.000 ed i 2.100 metri in cui abbondano le lagune di origine glaciale, le zone umide e i prati alpini. La fauna della zona si compone di piccoli mammiferi, dieci specie di anfibi che abitano le lagune, aquile, avvoltoi, corvi e una gran varietà di insetti.
Lista di specie animaliSalamandra comune, passera scopaiola, culbianco, pettazzurro, codirossone, gracchio corallino, aquila imperiale, avvoltoio monaco, arvicola delle nevi, lucertola muraiola, Iberolacerta monticola, le farfalle Parnassius apollo, Plebicula nivescens e Hyphoraia dejeani.

### Idrografia

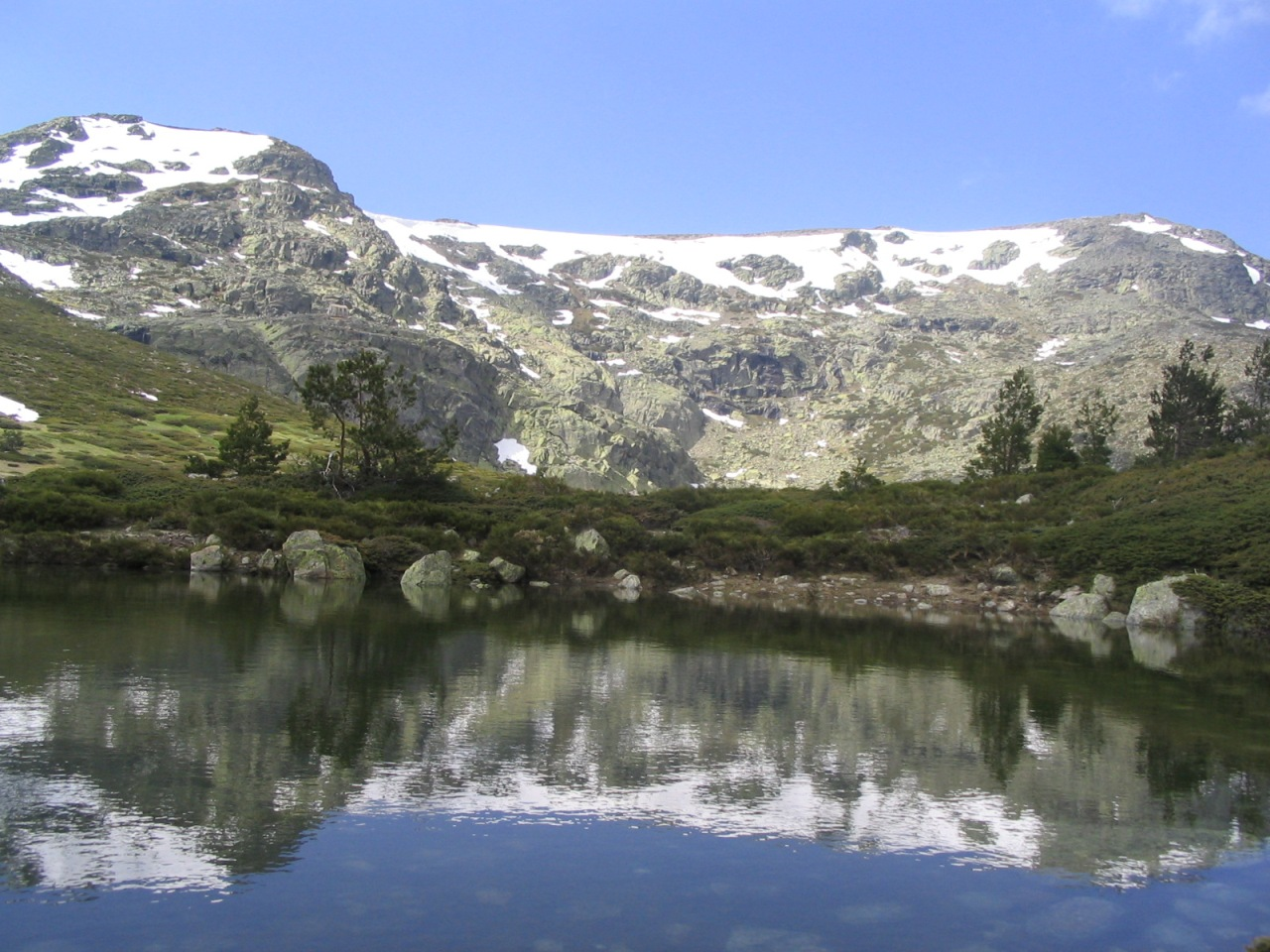
Vista del circo de Peñalara e della cima (sul lato destro) riflessi in una delle lagune glaciali del versante orientale.

Dai versanti del Peñalara emergono numerose sorgenti d'acqua, che danno luogo a ruscelli e lagune di alta montagna. Sul versante est vi sono molti più ruscelli che sul versante ovest. I più importanti del lato est, ordinati da nord a sud, sono: l'Arroyo de los Pájaros, l'Arroyo del Breza, l'Arroyo de la Pedriza, l'Arroyo de la Laguna de Peñalara e l'Arroyo de la Hoya del Toril. Tutti questi nascono a un'altitudine superiore ai 1.900 metri. Il lato ovest del Peñalara è più secco, tuttavia vi sono ruscelli che nascono nella zona alta di questo versante.
Nel versante est vi sono circa venti tra piccole lagune e pozze di origine glaciale che si situano in zone piane a un'altitudine compresa tra i 2.000 e i 2.100 metri. Le tre maggiori e più importanti, da nord a sud, sono: la Laguna de los Pájaros, la Laguna de los Claveles e la Laguna Grande de Peñalara.

### Geologia

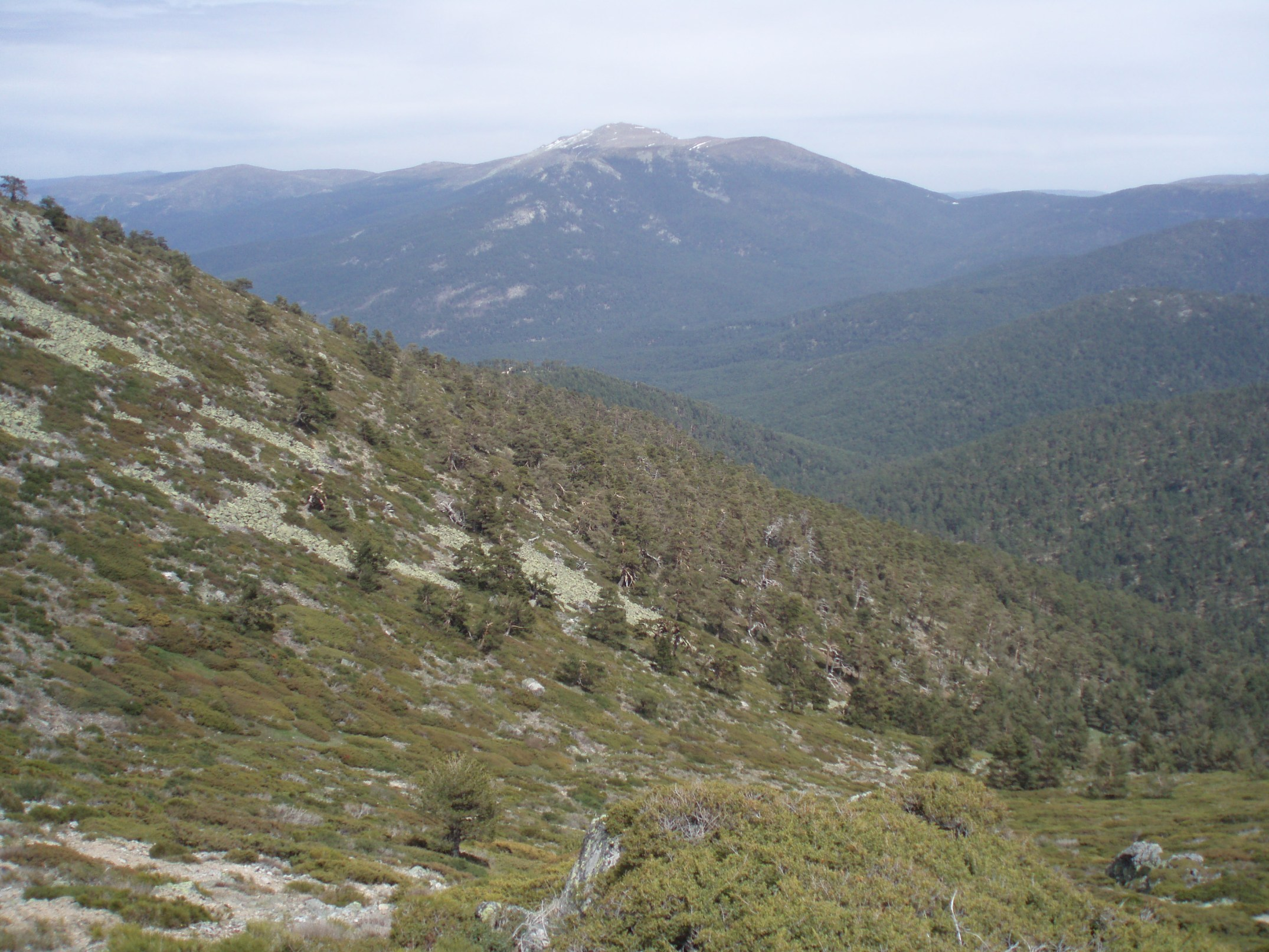
Versanti sud e ovest del Peñalara visti dalla cima del Montón de Trigo. Sotto il Peñalara si può osservare la valle de Valsaín.

Il picco del Peñalara è parte del risultato dello scontro tra le placche corrispondenti alla Submeseta Sur e alla Submeseta Norte, entrambe appartenenti alla Meseta Centrale della Penisola Iberica. Il sollevamento del massiccio si produsse durante l'Era Terziaria (circa 65 milioni di anni fa) anche se i materiali su cui si situa (lo zoccolo granitico della Meseta) sono precedenti (risalenti all'orogenesi ercinica). Il tipo di rocce predominante in questo massiccio è il granito, visibile dall'esterno nelle zone più pendenti e sulla cresta delle cime.
L'azione glaciale del Quaternario (circa 1,8 milioni di anni fa) terminò di modellare vari rilievi attuali del massiccio del Peñalara con piccoli circhi e morene di tipo pirenaico. Il maggiore circo glaciale che si trova nel massiccio è il Circo de Peñalara, situato direttamente a sud della cima del Peñalara, sul versante est, a un'altitudine di 2.000 metri. Un altro circo glaciale, più piccolo, è la Hoya de Pepe Hernando. È situata anch'essa sul versante est, a nordest del Circo de Peñalara, a un'altitudine di 1.900 metri. Entrambi i circhi glaciali hanno una morena.

### Clima

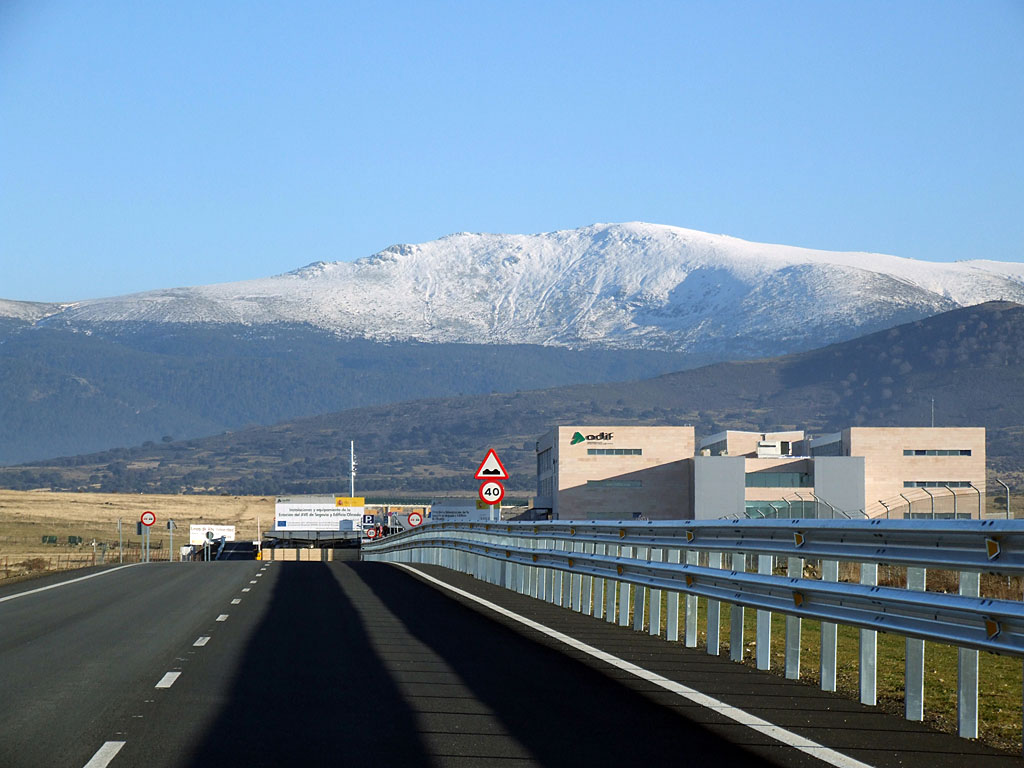
Vista invernale del versante ovest del massiccio del Peñalara. Immagine scattata dalla stazione di Segovia-Guiomar.

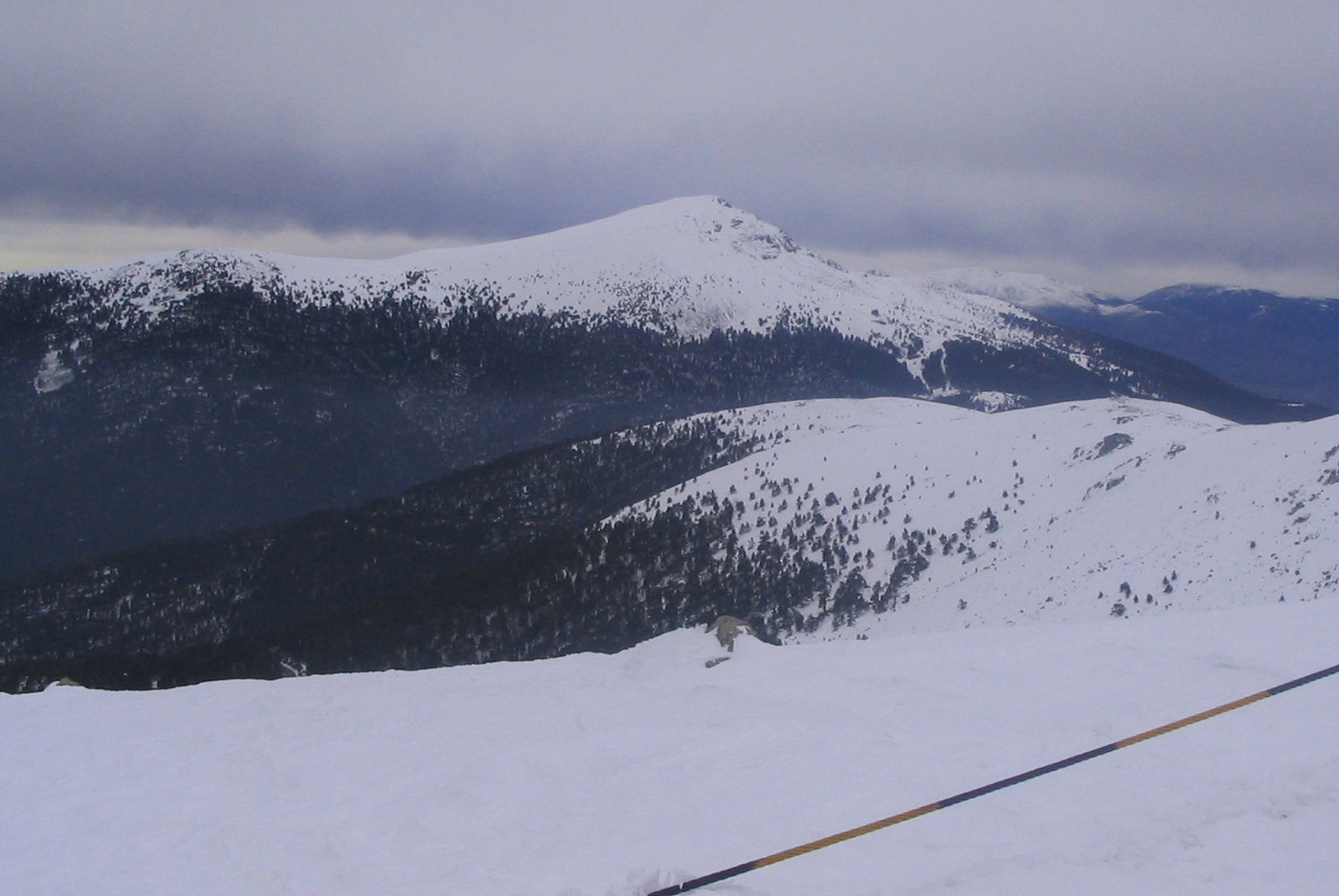
Vista invernale del versante sud del Peñalara vista dalla Bola del Mundo.

Il clima del picco del Peñalara è il clima di montagna, con importanti influenze del clima mediterraneo continentale, tipico della Meseta Centrale. Le temperature decrescono con l'altitudine e le precipitazioni aumentano anch'esse con l'altitudine. Le influenze del clima mediterraneo continentale si riflettono nella grande escursione termica tra il giorno e la notte. Questa può raggiungere i 12 °C in estate ed i 5 °C en inverno. Le precipitazioni sono in generale abbondanti (tra 800 e 2.500 mm/anno) e sono più scarse in estate. Solitamente sono sotto forma di neve in inverno e nelle zone più alte può nevicare da settembre a giugno. Si possono definire due grandi zone climatiche sui versanti del Peñalara.
Tra i 1.100 ed i 1.600 metri di altitudine, le temperature medie oscillano tra gli 11 e gli 8 °C. In inverno si raggiungono temperature minime medie di -3 °C ed in estate massime di 25 °C. Le precipitazioni che cadono in questa zona oscillano tra gli 800 ed i 1.000 mm annui. Queste sono solitamente in forma nevosa tra i mesi di dicembre e marzo.
Tra i 1.600 ed i 2.428 metri di altitudine, le temperature medie oscillano tra gli 8 e i 6 °C. In inverno si raggiungono temperature minime medie di -9 °C ed in estate massime di 20 °C. Le precipitazioni annue di questa zona sono molto abbondanti e oscillano tra i 1.200 ed i 2.500 mm. Sono solitamente sotto forma di neve da novembre a maggio, e la neve resta al suolo con uno spessore che può superare i due metri.

### Problemi ambientali
Il clima del centro della Penisola Iberica è il clima mediterraneo continentale, caratterizzato, in parte, dalla scarsità delle precipitazioni in estate. Per questo i boschi dei versanti del picco del Peñalara corrono un alto rischio di soffrire gli incendi forestali che tutte le estati plagano la Spagna. Il riscaldamento globale che sta avvenendo nel XXI secolo potrebbe provocare gravi danni agli ecosistemi di questa montagna. Le lagune glaciali del versante est potrebbero rimanere asciutte per periodi molto lunghi e l'aumento delle temperature cambierebbe le condizioni di vita della flora e della fauna del Peñalara.
Il problema della pressione urbanistica, presente in numerose zone della Sierra de Guadarrama, non affetta il Peñalara perché i suoi versanti godono di un livello di protezione che, in futuro, sarà aumentato grazie alla creazione del Parque Nacional de Guadarrama, che comprenderà la totalità di questo picco.

## Storia
Il Picco del Peñalara è stato da sempre un importante punto di riferimento di tutta la Sierra de Guadarrama per via dell'altitudine e per il fatto che si trova nel punto di confluenza delle due Castiglie e di due grandi valli, la valle del Lozoya e la valle di Valsaín. Era anche la montagna sacra degli Arevaci, popolo celtico che viveva nel centro della penisola Iberica prima dell'arrivo dei Romani. La prima ascensione al Peñalara non si conosce perché la difficoltà della salita non è eccessiva. Le pareti verticali del versante est del picco sono state la "culla" dei principali scalatori e alpinisti madrileñi del XX e XXI secolo.

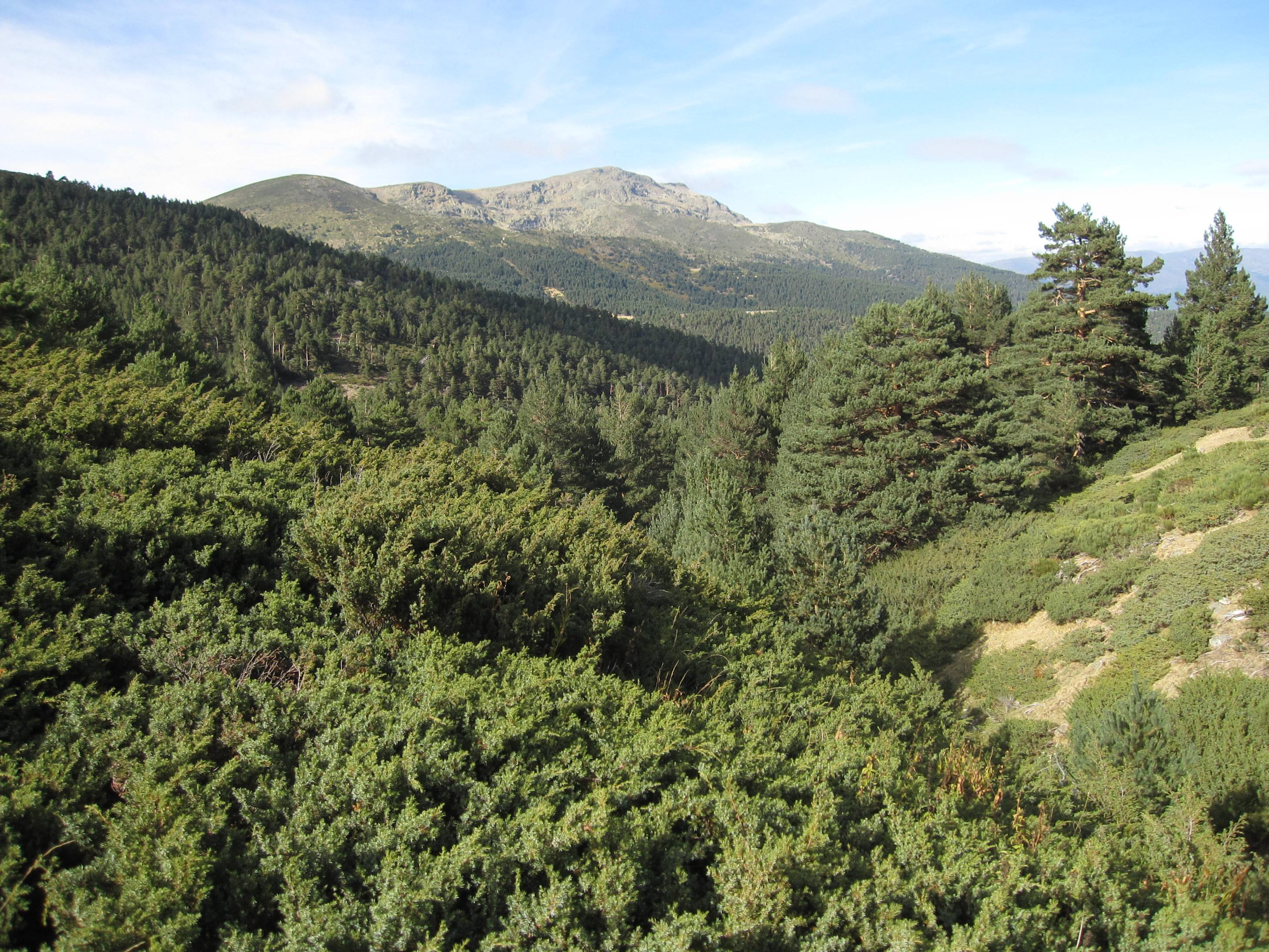
Lato sudest del massiccio del Peñalara vista dalla valle de las Cerradillas.

La conoscenza popolare dell'importanza geologica e ambientale di questa montagna crebbe negli anni 1920, quando vari intellettuali dell'Institución Libre de Enseñanza risaltarono l'importantissimo valore ecologico che possiede la Sierra de Guadarrama. In quell'epoca si pianificò la creazione del Parque Nacional de Guadarrama per proteggere le zone alte della catena, comprendendo il picco del Peñalara. Finalmente il progetto non fu posto in marcia per via dei cambi di governo e della guerra civile.
Il grande interesse scientifico e paesaggistico che risvegliò il massiccio di Peñalara nel corso degli anni 1920 fece sì che nel 1930 fosse dichiarato Sito Naturale di Interesse Nazionale, con l'obiettivo di preservare il paesaggio dagli attacchi esterni. Durante questi decenni, la Real Sociedad de Alpinismo Peñalara, creata nel 1912, sperimentò una grande crescita e partecipò attivamente alla divulgazione della conoscenza di questa montagna.
Durante gli anni 1980 si creò un progetto per proteggere il versante est del picco del Peñalara, comprendendo il circo glaciale e le lagune glaciali della zona. Il 15 giugno del 1990, la Comunità di Madrid dichiarò il versante est del picco Parque Natural de la Cumbre, Circo y Lagunas de Peñalara mediante la Legge 6/1990, assegnando l'amministrazione dello stesso al governo regionale. Dal 1998 all'inizio degli anni 2000 si portò a termine lo smantellamento dell'antica stazione sciistica di Valcotos che occupava gran parte della zona sud dell'area protetta. In questo modo si eliminarono gli impianti di risalita e si ripopolarono con pino silvestre le antiche piste. Questo fatto si può considerare pioniere in tutto il mondo. Bisogna anche sottolineare il miglioramento delle installazioni del puerto de Cotos portato a termine in questi anni.
Dall'inizio degli anni 2000, i governi della Comunità di Madrid e della Castiglia e León hanno sviluppato un progetto per dichiarare Parque Nacional de Guadarrama gran parte della sierra de Guadarrama, comprendendo il picco del Peñalara. In questo modo, anche il versante ovest della montagna sarà protetto.

## Sentieri di ascesa

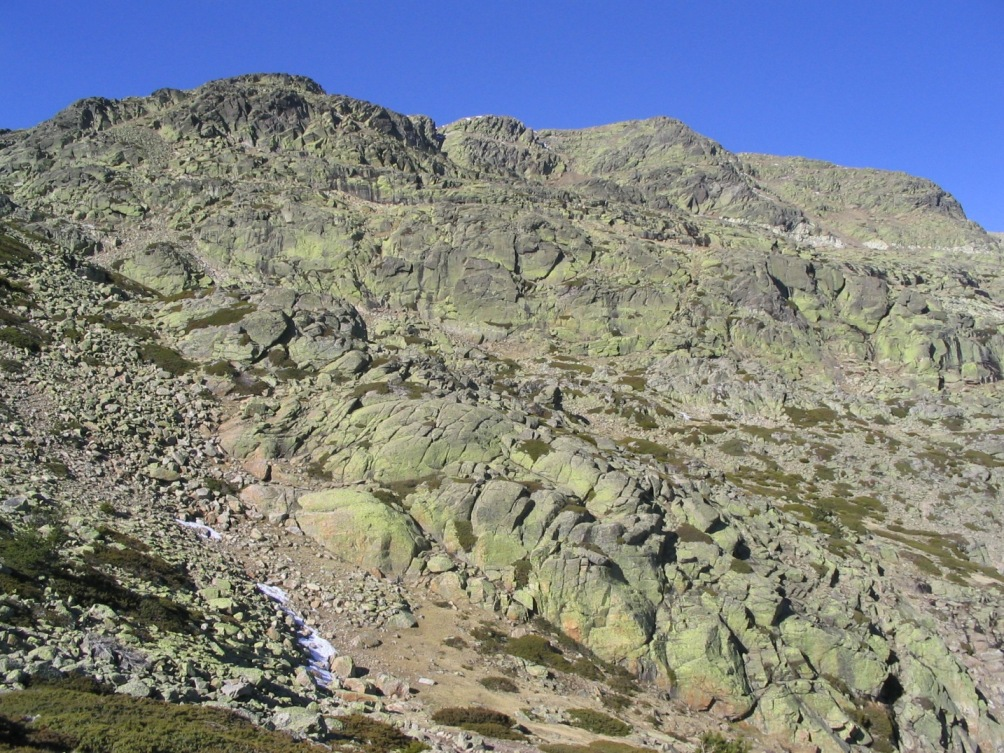
Lato est del Peñalara vista dalle lagune del Parque Natural de Peñalara. Questo è il versante più pendente del picco e quello che offre un'ascensione più difficile.

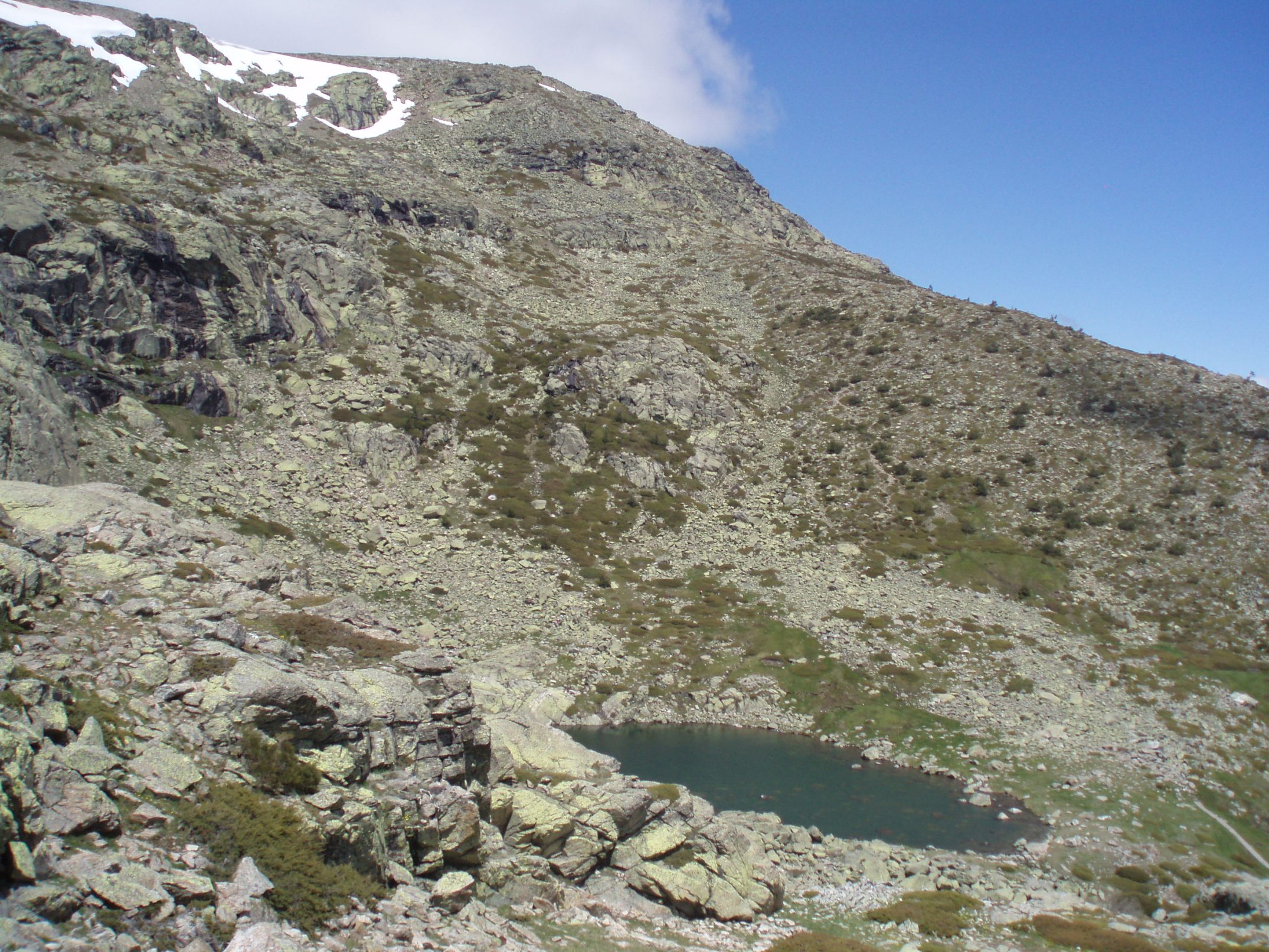
Picco e Laguna Grande de Peñalara visti dal Refugio Zabala.

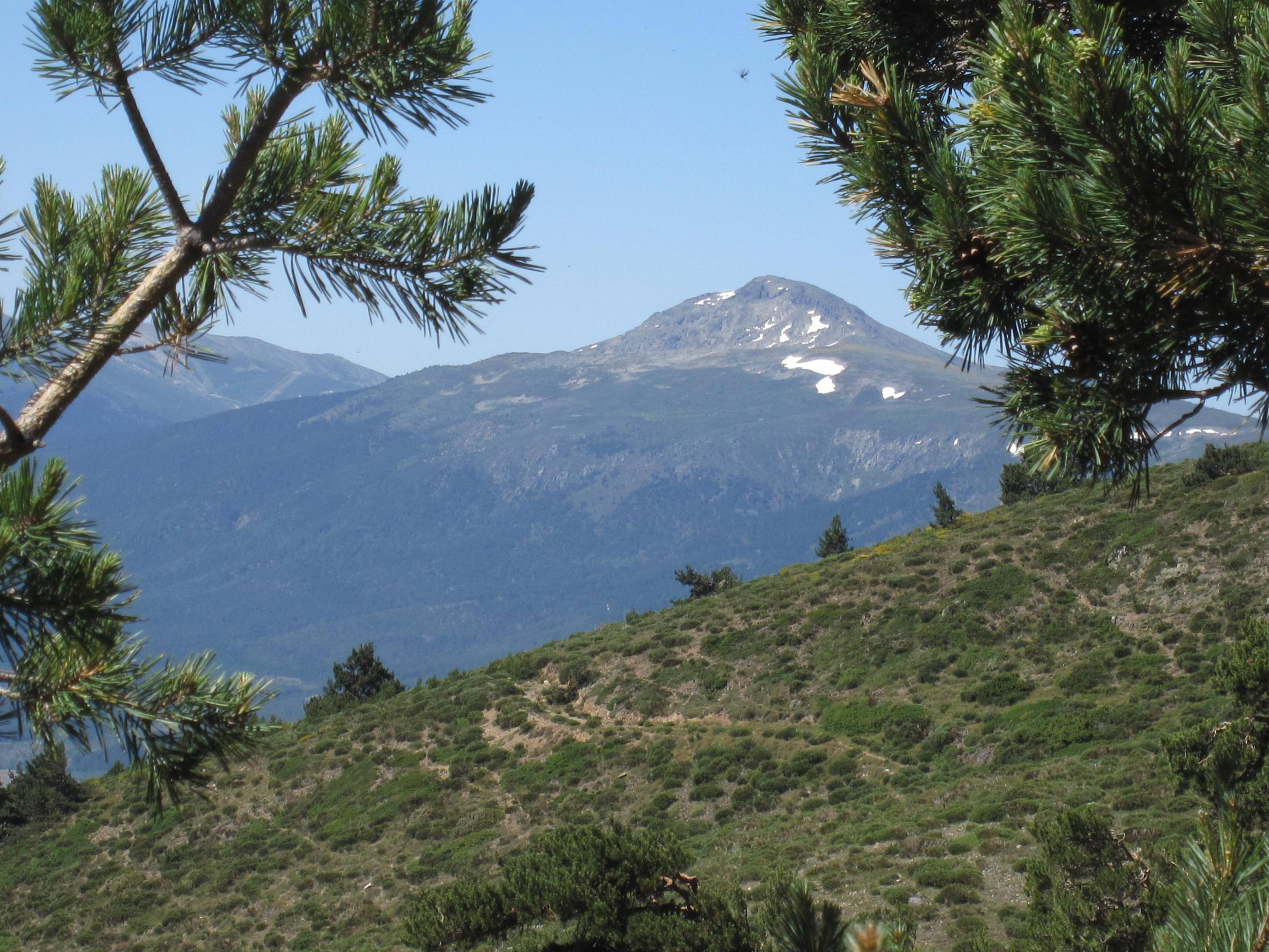
Lato nord del Peñalara visto in giugno dal picco El Nevero.

Dal Puerto de CotosQuesta salita al Peñalara non presenta grandi difficoltà. È la via di salita più comune e praticata, e si realizza per un sentiero in buono stato e ben segnalato. Ha una lunghezza di 5,4 km, un dislivello di 600 metri e parte dal Puerto de Cotos (1.830 m). Il sentiero inizia come una pista abbastanza larga e ben marcata che parte dal passo e sale con tornanti verso nordovest per il versante sud della Hermana Menor (2.271 m). Dopo aver percorso 3,5 km si raggiunge la cima di questa montagna e lì il percorso devia verso nord-nordest. Dalla cima dell'Hermana Menor la salita è molto più dolce e il sentiero passa per la cresta delle cime del massiccio del Peñalara. Dopo mezzo chilometro si raggiunge la cima della Hermana Mayor (2.285 metri), e dopo altri 1,4 km si giunge alla cima del Peñalara, che si trova a un'altitudine di 2.428 metri.
Dal Collado del Camino del Neveroun'altra via di ascesa alla cima del Peñalara parte dal collado del Camino del Nevero (2.096 m) o dalla laguna de los Pájaros (2.169 m), luoghi entrambi ubicati a nord della cima. Il sentiero ha una lunghezza di 2,3 km però è più complicato del precedente perché attraversa il risco de los Pájaros (2.334 m) e il risco de los Claveles (2.388 m), due luoghi in cui bisogna superare pareti granitiche di media difficoltà. Questa via di salita è molto meno transitata della precedente per la difficoltà.
I due sentieri citati salgono alla cima del Peñalara per la cresta delle cime del massiccio del Peñalara, però esistono altre vie di accesso alla cresta. Dal versante madrileño (il versante est) si può accedere scalando le pareti di più di 300 metri di dislivello che si trovano su questo lato del picco, anche se l'ascensione è proibita se si parte dalla zona della Laguna Grande de Peñalara. In inverno si può praticare l'arrampicata su ghiaccio in questo luogo dato che è molto comune incontrare placche di ghiaccio e neve. Il versante segoviano (il versante ovest) offre anch'esso pendenze abbastanza notevoli anche se non vi sono pareti verticali come quelle dell'altro versante. C'è un sentiero che parte da La Granja de San Ildefonso e sale per questo versante fino alla cima del Peñalara, il più abituale da La Granja è il sentiero che parte dalla Puerta de Cosío a ovest dei giardini ed è indicato da cartelli. Questo sentiero presenta una pendenza costante e passa per la stazione meteorologica e sale al puerto del Nevero per poi seguire la cresta fino al Peñalara; il dislivello in salita è di circa 1200 metri. In inverno è necessario l'uso di ramponi e piccozza per l'abbondanza di ghiaccio e neve in qualsiasi via di accesso al Peñalara.

### Turismo
La quantità di persone che visitano il picco del Peñalara e la zona è molto abbondante. La cifra è di circa 135.000 visitatori annui. Questo fa sì che esista una serie di installazioni turistiche che facilitano l'accesso ed il soggiorno dei turisti su questa montagna. A 2,5 km a sud della cima del Peñalara si trova il puerto de Cotos, un passo di montagna di 1.830 metri di altitudine che mette in comunicazione le province di Madrid e Segovia. A questo passo di montagna si accede dai comuni di Rascafría (Madrid) e La Granja de San Ildefonso (Segovia), o dal Puerto de Navacerrada. Nel puerto de Cotos c'è un parcheggio di veicoli con più di 2.000 posti, una stazione ferroviaria che porta a Cercedilla (Madrid), una fermata di autobus diretti a Madrid, un ristorante, un edificio del Club Alpino Español e un centro di informazioni turistiche. Dal passo parte il sentiero più conosciuto per salire alla cima del Peñalara. Dalla creazione del Parque Natural de Peñalara nel 1990 le migliorie nelle installazioni turistiche si sono succedute fino a oggi, permettendo un maggiore afflusso di visitatori.

## Cartografia
- Mappa "Guía de la Sierra de Guadarrama 1:50.000", edita dall'I.G.N..
- Mappa "Excursionista de Guadarrama 1:25.000", edita da editorial Alpina. ISBN 84-8090-159-4
- Mappa "Excursionista de La Pedriza 1:25.000", edita da editorial Alpina. ISBN 84-8090-160-8
- Mappa "Sierra de Guadarrama 1:50.000", edita da La Tienda verde. ISBN 84-611-3107-X

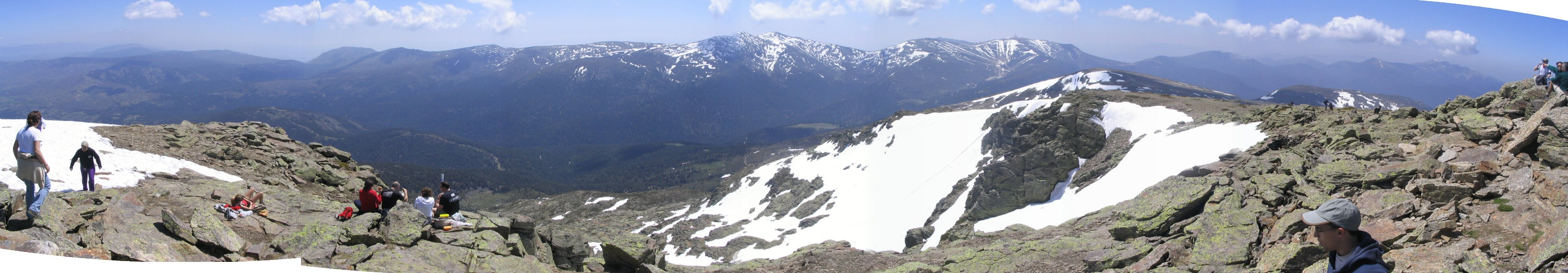
Vista panoramica verso est-sudest dalla cima del Peñalara.

## Voci correlate

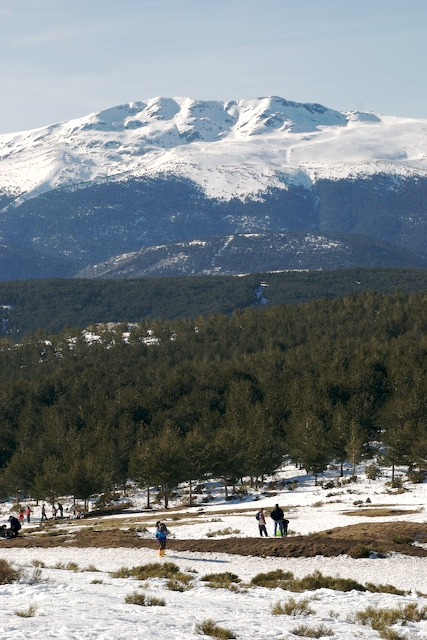
Vista del massiccio del Peñalara dal puerto de la Morcuera.